# Ulik
Ulik est un super-vilain appartenant à l'univers de Marvel Comics. Créé par le scénariste Stan Lee et le dessinateur Jack Kirby, il apparaît pour la première fois dans le comic book Thor #137 de 1967. Ulik est un Troll des Roches, ennemi régulier de Thor.

## Biographie du personnage

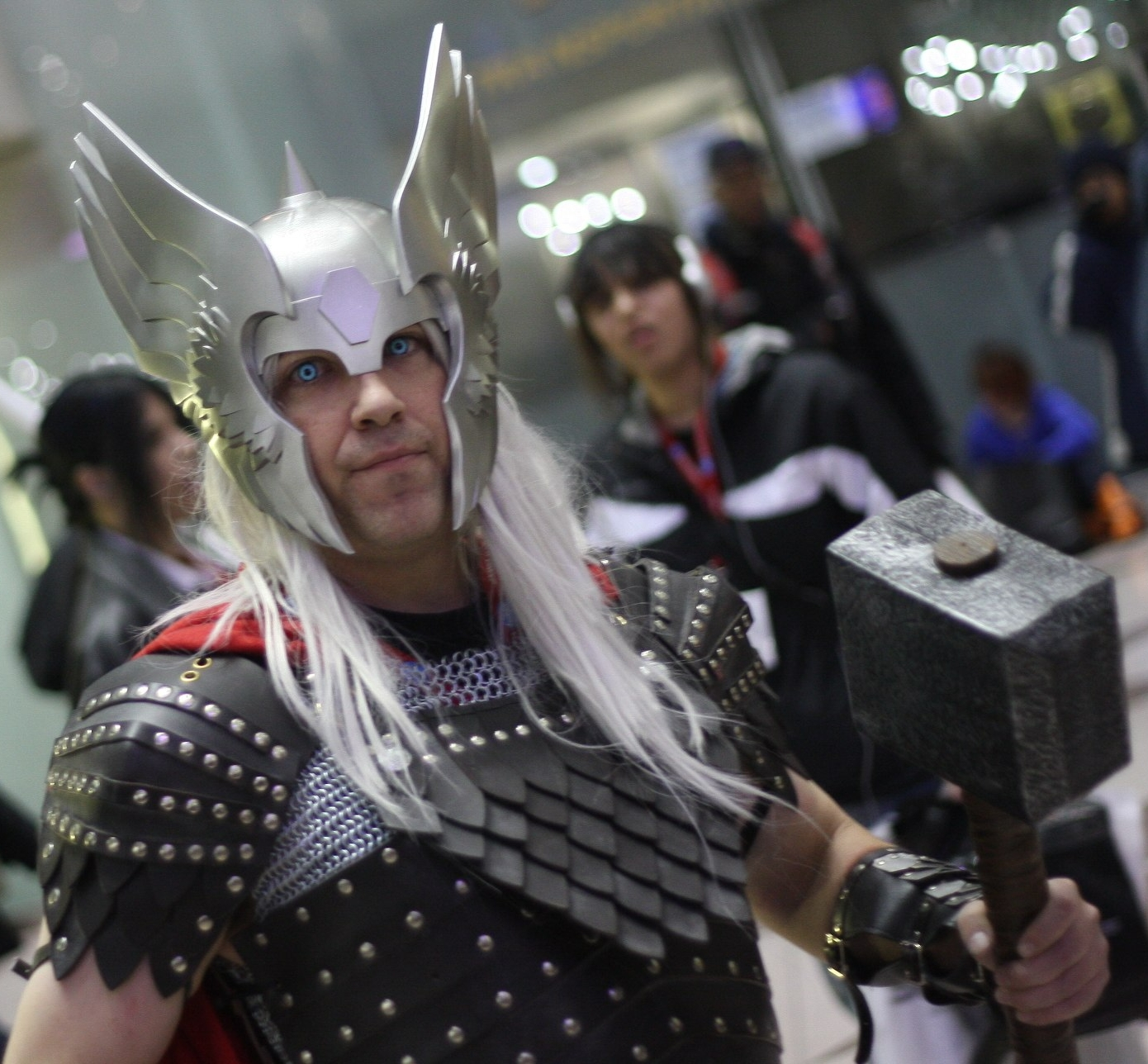
Ulik est un adversaire récurrent de Thor. La photographie représente un cosplay du dieu du tonnerre au Comic-Con 2009.

Ulik est un Troll des Roches du Nornheim, un royaume souterrain dans la dimension d'Asgard. Les Trolls des Roches sont une race ennemie des Asgardiens depuis que le roi Odin les a exilé sous terre. Ulik rencontre pour la première fois, le dieu du tonnerre Thor lorsque Geirrodur, le roi des Trolls décide que son puissant guerrier doit voler le marteau enchanté de l'Asgardien. Il échoue, comme dans les nombreux autres combats l'opposant à Thor.
Ulik est responsable du réveil de Mangog, un autre ennemi du dieu du tonnerre. Le Troll des Roches trouve la mort lors de Ragnarok.
Lorsque Thor restaure Asgard et ses différents peuples, Ulik est ramené à la vie. Le Troll des Roches erre sur Terre et devient alcoolique. Lors d'une de ses ivresses, il s'attaque à un pont de chemin de fer. Rick Jones alias A-Bomb et sa compagne Marlo Chandler empêchent le désastre. Ulik tente d'étrangler la jeune femme et A-Bomb l'assome.

## Pouvoirs, capacités et équipement
Ulik est le plus fort des Trolls des Roches, égalant Thor en force. Sa structure corporelle est très dense, faisant office de blindage contre les armes à feu. Malgré son poids, il est aussi rapide qu'un être humain. Habitué à vivre sous terre, il consomme moins d'oxygène qu'un être humain et peut voir dans l'obscurité. Ulik ne craint aucune maladie terrestre et récupère assez vite en cas de blessure. Au corps à corps, il se sert de marteleurs en uru, sorte de coup de poing américain. Lorsqu'il frappe le sol avec, il peut générer des ondes sismiques. Ulik peut également employer des épées ou des masses.

## Versions alternatives
De janvier à mars 2007, une version alternative et futuriste de Ulik apparaît dans Avengers Next #1-5, scénarisés Tom DeFalco, dessinés par Ron Lim et encrés par Scott Koblish,. L'année suivante, une version alternative est mentionnée dans l'Univers Ultimate, dans le comic book The Ultimates vol.3 #4. Il faut attendre 2010 pour une apparition de cette version dans Ultimate Comics: Thor #1. Dans cet univers alternatif, Ulik est un forgeron qui a effectué plusieurs travaux pour Odin dont Mjolnir, le marteau enchanté du dieu du tonnerre,.

## Adaptations à d'autres médias

### Télévision
Dans la série télévisée d'animation Avengers : L'Équipe des super-héros (The Avengers: Earth's Mightiest Heroes) de 2010, Ulik est doublé par Troy Baker dans l'épisode "Le plan machiavélique de Loki" ("The Fall of Asgard"). Trois ans plus tard, le personnage est présent dans l'épisode "La menace du serpent" ("The Serpent of Doom") de la série Avengers Rassemblement (Avengers Assemble) où il est doublé par Kevin Michael Richardson,.

### Jeux vidéo
En 2011, Ulik apparaît dans Thor: God of Thunder, jeu vidéo basé sur le film Thor sorti la même année. Le personnage de fiction est doublé en version originale par Steve Blum.

### Comic books Marvel
Notations : s pour scénariste, d pour dessinateur, e pour encreur
1. ↑  Thor #137
2. ↑  Thor #154
3. ↑  World War Hulks #1
4. ↑  Avengers Next #1-5
5. ↑  The Ultimates vol.3 #4
6. ↑  Ultimate Comics: Thor #1